# Archéparchie de Bagdad des Chaldéens
L'archéparchie de Bagdad des Chaldéens (latin : Archieparchia Babylonensis Chaldaeorum) est l'archéparchie (ou archidiocèse) du Métropolite du Patriarche Chaldéen Catholique de Babylone, avec sa cathédrale à Bagdad, la capitale de l'Irak.
Comme le patriarche est l'archéparque (archevêque) métropolitain, il n'y a pas d'autre ordinaire.

## Histoire
L'archéparchie a été créée le 20 avril 1553 en tant qu'archidiocèse métropolitain de Bagdad (latin Babylonen (sis) Chaldæorum) de l'Église catholique chaldéenne, une église catholique de rite orientale utilisant le rite syro-oriental en langue chaldéenne (en).
Le 17 janvier 1954, l'archéparchie a cédé une partie de son territoire pour établir l'archéparchie de Bassorah des Chaldéens (en) (archidiocèse de Bassora), dans le sud de l'Irak.

## Évêques auxiliaires
Anciens éparques auxiliaires de Bagdad :
- Évêque auxiliaire : Yousef Ghanima (1938-17-09-1947), futur patriarche de Babylone
- Évêque auxiliaire : Thomas Michel Bidawid (24-08-1970 - 29-03-1971), éparque auxiliaire archevêque titulaire de Nisibis des Chaldéens (de) (24-08-1970 - 29-03-1971) ; anciennement archéparque de l'archéparchie Ahvaz des Chaldéens (en) (Iran) (6-01-1966 - 24-08-1970)